# Gregorio Jove y Piñán
Gregorio Jove y Piñán (f. Madrid, 25 de abril de 1911) fue un político español.

## Biografía
Político del Partido Liberal, obtuvo escaño de diputado de las Cortes de la Restauración en las elecciones de 1901 por el distrito leonés de La Bañeza, en las de 1903 por el distrito leridano de Tremp y en las de 1905 por el distrito guadalajareño de Brihuega. Mediante su matrimonio con Manuela Alonso Martínez estaba emparentado políticamente con el conde de Romanones, casado con Casilda Alonso Martínez. Falleció en Madrid el 25 de abril de 1911.